# Cavellia marsupialis
Cavellia marsupialis är en snäckart som först beskrevs av Powell 1941.  Cavellia marsupialis ingår i släktet Cavellia och familjen Charopidae. Inga underarter finns listade i Catalogue of Life.